# 1935年のラジオ (日本)
1935年のラジオ (日本)では、1935年の日本のラジオ番組、その他ラジオ界の動向について記す。

## 主な番組関連の出来事
- 4月15日 - 日本放送協会、全国の小学校向けの学校放送を第一放送で開始[1]

## 主なその他ラジオ関連の出来事
- 6月1日 - 日本放送協会が国際放送「ラジオ・トウキョウ」（現在の「NHKワールド（NHKワールド・ラジオ日本）」）の放送を開始。
- 10月26日 - 日本放送協会が鹿児島で放送開始。
- 12月13日 - 日本放送協会が富山で放送開始。

## 主な放送番組

### 開始番組

#### 1935年2月放送開始
東京中央放送局
- 2日 - 朝の修養[2]

#### 1935年4月放送開始
東京中央放送局
- 1日 - 青年学校の時間[2]
- 23日 - 青年の時間[2]